# Promyshlennyi
Promyshlennyi (en ruso: Промышленный) es una ciudad abandonada de la República de Sajá (Rusia). Fue abandonada tras el desmantelamiento de la URSS. En ella puede encontrarse abandonados el palacio del ayuntamiento, el hospital, la escuela pública y todos los edificios propios de una ciudad. La ciudad de Vorkuta asumió gran parte de la población de Promyshlennyi.
- Datos: Q3274347